# Fiscal (Espanha)
Fiscal é um município da Espanha na província de Huesca, comunidade autónoma de Aragão, de área 170,1 km² com população de 296 habitantes (2007) e densidade populacional de 1,66 hab/km².

## Demografia
| Variação demográfica do município entre 1991 e 2004 | Variação demográfica do município entre 1991 e 2004 | Variação demográfica do município entre 1991 e 2004 | Variação demográfica do município entre 1991 e 2004 |
| --------------------------------------------------- | --------------------------------------------------- | --------------------------------------------------- | --------------------------------------------------- |
| 1991                                                | 1996                                                | 2001                                                | 2004                                                |
| 256                                                 | 244                                                 | 254                                                 | 282                                                 |